# Anabisetia
Anabisetia (podle argentinské archeoložky Any Bisetové) byl rod malého ornitopodního dinosaura, žijícího v období rané pozdní křídy na území současné Argentiny.

## Popis
Anabisetia byl malý ornitopod o délce asi 2,1 metru a 20 kg vážícího. Jednalo se o býložravého dinosaura z infrařádu Iguanodontia a kladu Elasmaria. Žil na počátku pozdní křídy, před asi 95 až 92 milióny let, na území dnešní Argentiny (provincie Neuquén). V současnosti jsou známé čtyři exempláře tohoto bipedního dinosaura.

## Historie a zařazení
Zkameněliny byly objeveny náhodně roku 1993 farmářem Robertem Saldiviou (odtud druhový název dinosaura). Druh A. saldiviai popsali v roce 2002 argentinští paleontologové Rodolfo Coria a Jorge Calvo. Holotyp se sbírkovým označením MCF-PVPH 74 je dnes uložen v instituci Museo Carmen Funes.
Příbuznými taxony byly zřejmě rody Gasparinisaura, Notohypsilophodon, Morrosaurus, Trinisaura a možná také severoameričtí ornitopodi rodu Thescelosaurus a Parksosaurus. Novější fylogenetické analýzy pak řadí do příbuzenstva tohoto rodu například také taxony Morrosaurus, Kangnasaurus nebo Chakisaurus.